# Ptilomyia angustigenis
Ptilomyia angustigenis är en tvåvingeart som först beskrevs av Becker 1926.  Ptilomyia angustigenis ingår i släktet Ptilomyia och familjen vattenflugor. Inga underarter finns listade i Catalogue of Life.